# Łukasz Krosnowski
Łukasz Krosnowski herbu Junosza (zm. przed 24 lipca 1736 roku) – stolnik buski od 1728 roku.
Sędzia kapturowy ziemi halickiej w 1733 roku.